# دانيال هابر
دانيال هابر هو لاعب كرة قدم كندي، ولد في 20 مايو 1992 في تورونتو في كندا. شارك مع منتخب كندا لكرة القدم. أما مع النوادي، فقد لعب مع أبولون ليماسول وأوتاوا فيوري وريال موناركس ومكابي حيفا.

## وصلات خارجية
- دانيال هابر على موقع قاعدة بيانات كرة القدم.إي يو (الإنجليزية)
- دانيال هابر على موقع ناشيونال فوتبول تيمز (الإنجليزية)
- دانيال هابر على موقع Soccerway.com (الإنجليزية)
- دانيال هابر على موقع AS.com (الإسبانية)